# 曽根正弘
曽根 正弘（そね まさひろ、1940年7月27日 - ）は、日本の実業家。静岡アジアパシフィック協会理事長。元テレビ静岡代表取締役社長・会長。

## 来歴
1960年、静岡県立静岡高等学校卒業。1964年、早稲田大学第一文学部哲学科心理学専修卒業。同年、フジテレビジョン入社。1970年、ミシガン大学、マサチューセッツ工科大学留学（ - 1971年）。1982年、モスクワ特派員（ - 1985年）1989年、ワシントン、ニューヨーク特派員（ - 1990年）。1990年、ロンドン特派員・支社長（ - 1994年）。1995年、同社取締役。1996年、同社取締役総合調整局長、国際局長。特派員として海外45カ国での取材活動を経、1998年、テレビ静岡専務取締役。2005年、同社代表取締役社長。2009年、同社代表取締役会長。2011年、同社相談役。静岡市行財政改革推進審議会会長、静岡交響楽団理事長などを兼職。2013年、TOKAIホールディングス社外取締役。2016年、静岡アジアパシフィック協会理事長。